# Karel Rašek

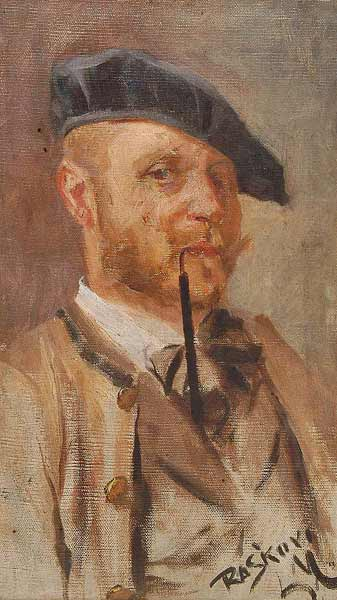
Karel Rašek na portrétu od Luďka Marolda

Karel Rašek (25. března 1861 Praha - 20. listopadu 1918 Žižkov) byl český malíř, výtvarník a ilustrátor.

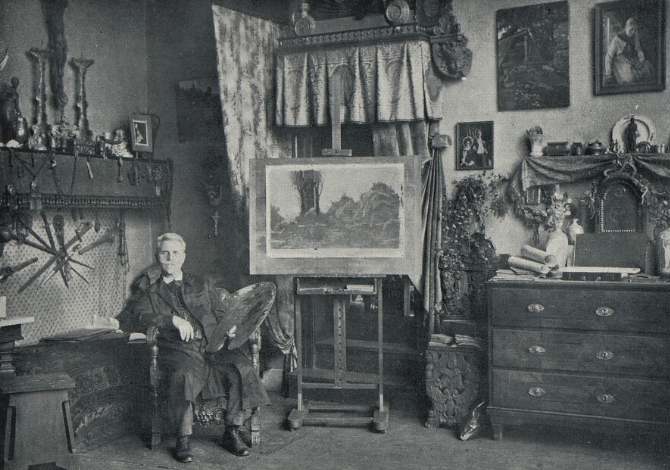
Karel Rašek v ateliéru (1914)

## Život
Karel Rašek se narodil 25. března 1861 v Praze. V letech 1880 - 1884 studoval na Akademii výtvarných umění v Praze. Studium přerušil a roku 1886 odjel studovat do Mnichova, kde studoval u prof. Karla Rauppa (1837-1918). Následně navštěvuje studijně i Paříž a Vídeň. V roce 1887 se vrátil do Prahy, kde pokračoval ve studiu na Akademii u profesorů Františka Sequense a Maxmiliána Pirnera. V roce 1892 studium na pražské malířské Akademii řádně ukončil.
Zemřel 20. listopadu 1918 na Žižkově. Pohřben byl na Olšanských hřbitovech.

## Dílo
V tvorbě Karla Raška se často vyskytuje krajinomalba, mezi jeho témata patřili staří lidé, chudáci a pohádkové postavy.
Byl blízkým přítelem Luďka Marolda a spolupracoval na jeho panoramatu Bitva u Lipan.

## Galerie

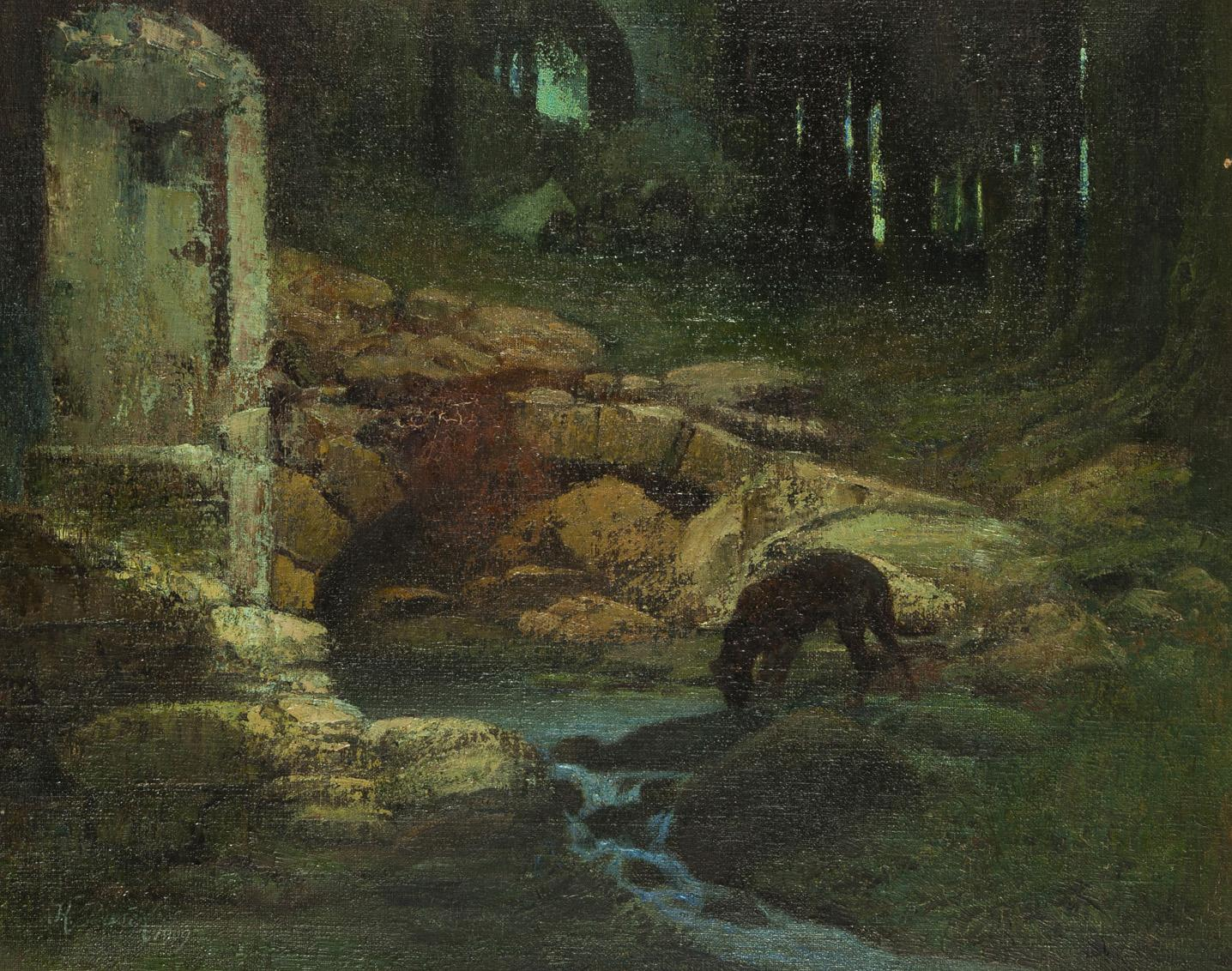
Karel Rašek – V lese
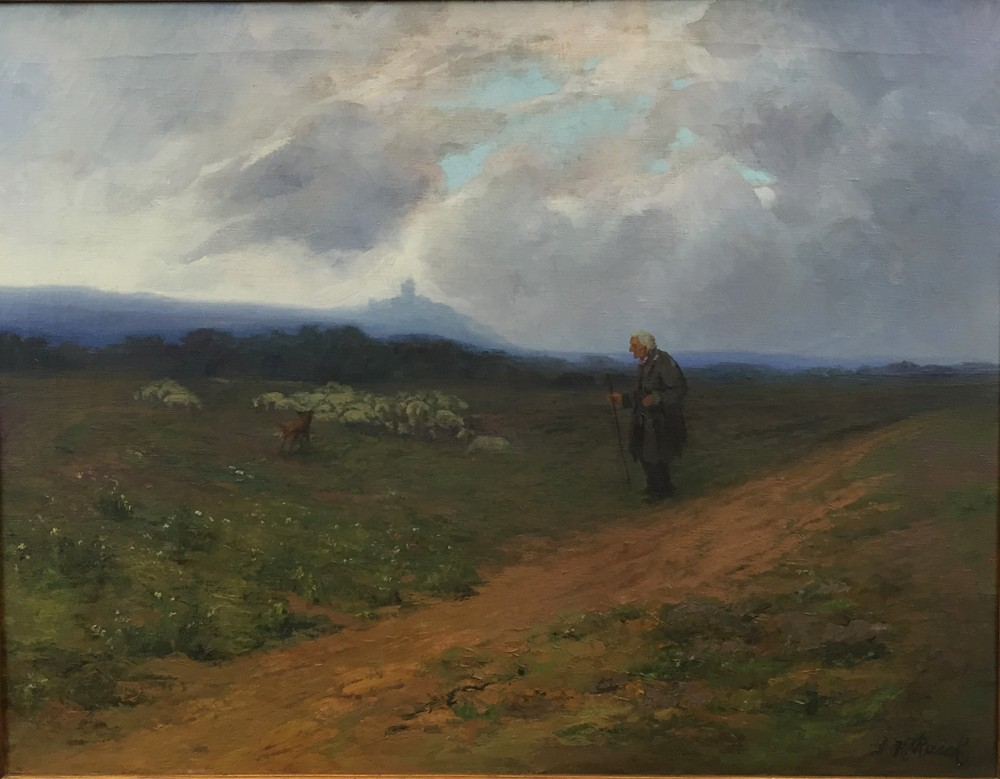
Karel Rašek - Pasák ovcí
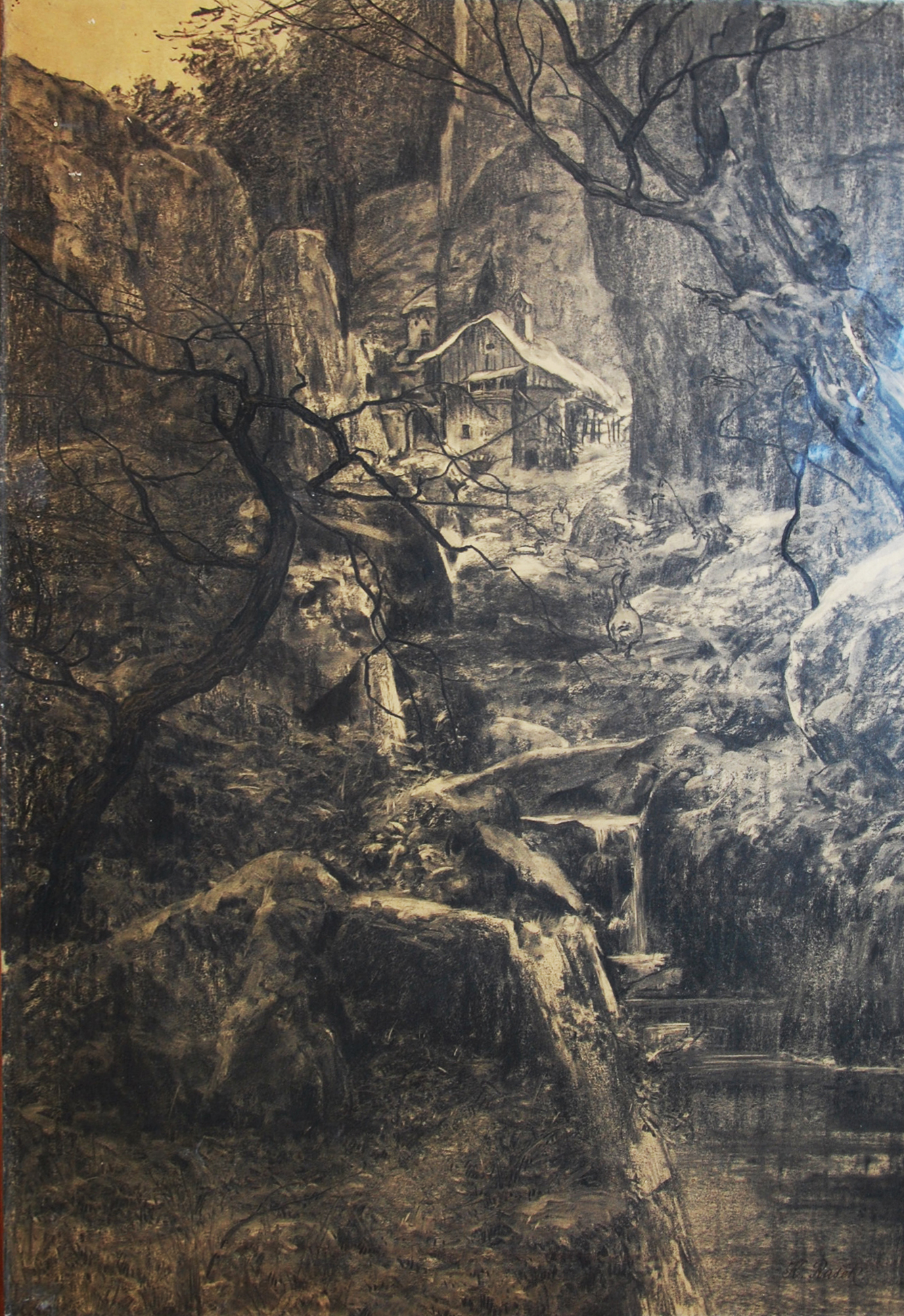
Karel Rašek - Interiér lesa s chaloupkou
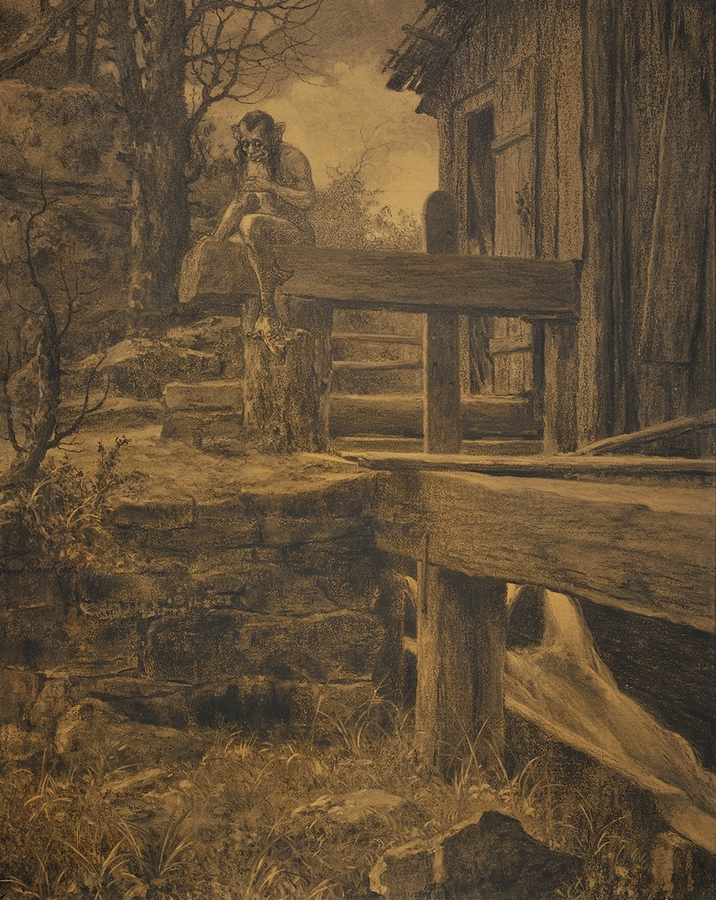
Karel Rašek - Vodník (1917)
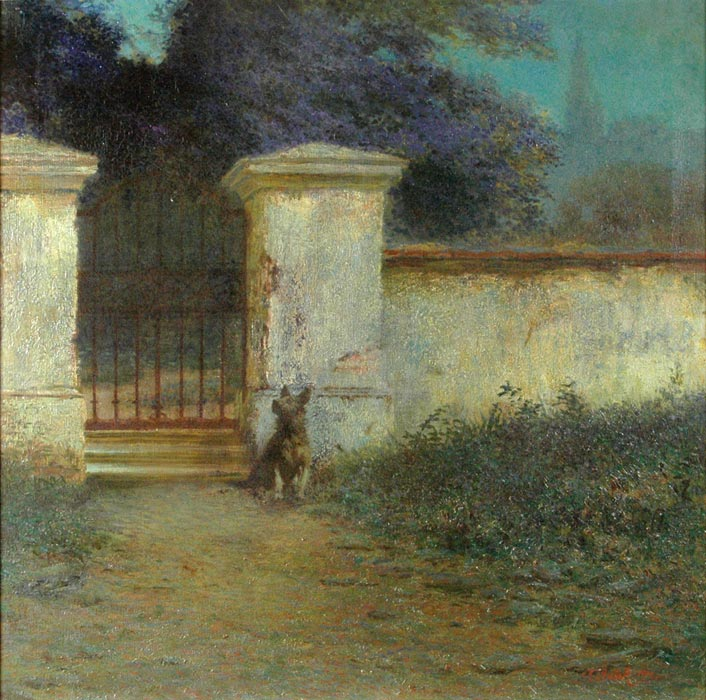
Karel Rašek - U zámeckého parku (1913)
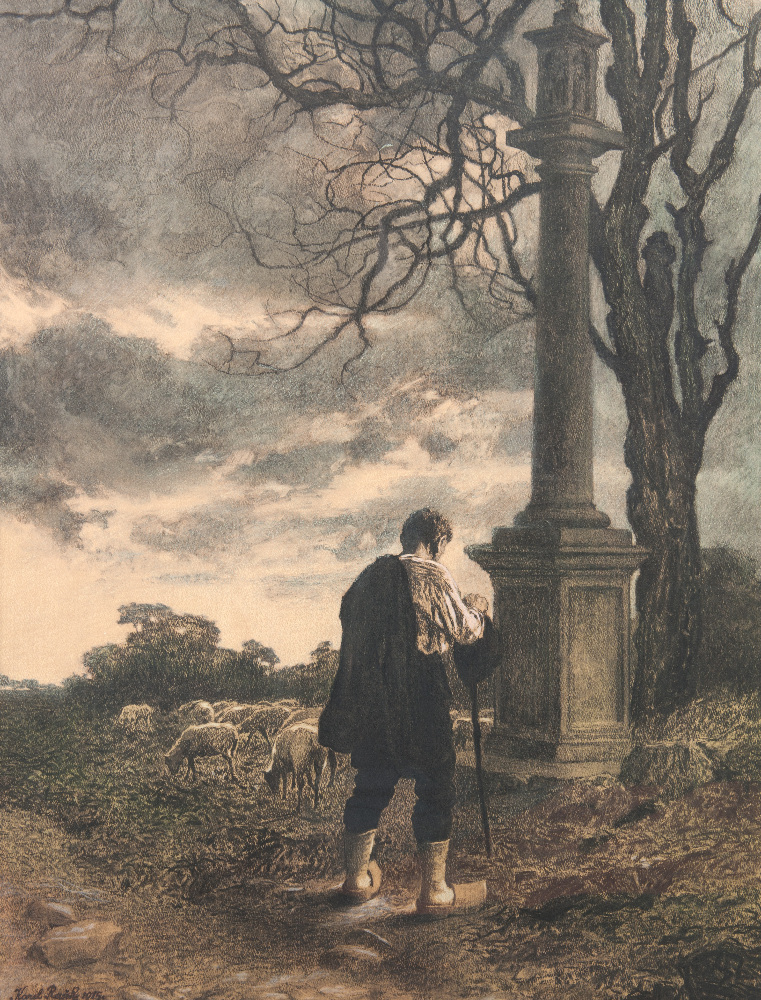
Karel Rašek - Modlitba pastevce u Božích muk